# Cordillère Sarmiento
Pour les articles homonymes, voir Sarmiento.
La cordillère Sarmiento, en espagnol : cordillera Sarmiento, est un massif montagneux de la cordillère des Andes situé en Patagonie chilienne, à l'ouest de Puerto Natales. Elle a été nommée en l'honneur de l'explorateur espagnol Pedro Sarmiento de Gamboa, qui navigua dans les eaux de la région en 1579 et 1580. Elle s'étend du nord au sud le long de la rive occidentale du canal de las Montañas et en parallèle à la cordillère Riesco (en). Le point culminant du massif est La Dama Blanca (littéralement « La Dame blanche »), dont l'altitude est de 2 150 mètres. Elle abrite des glaciers relativement peu étendus.